# Labastide-de-Penne
Labastide-de-Penne is een gemeente in het Franse departement Tarn-et-Garonne (regio Occitanie) en telt 143 inwoners (1999). De plaats maakt deel uit van het arrondissement Montauban.

## Geografie
De oppervlakte van Labastide-de-Penne bedraagt 14,1 km², de bevolkingsdichtheid is 10,1 inwoners per km².
De onderstaande kaart toont de ligging van Labastide-de-Penne met de belangrijkste infrastructuur en aangrenzende gemeenten.

## Demografie
Onderstaande figuur toont het verloop van het inwonertal (bron: INSEE-tellingen).